# Markquese Bell
Markquese Bell (Bridgeton, 31 agosto 1998) è un giocatore di football americano statunitense che milita nel ruolo di linebacker per i Dallas Cowboys della National Football League (NFL).

## Carriera

### Dallas Cowboys
Dopo non essere stato scelto nel Draft, Bell firmò con i Dallas Cowboys il 1º maggio 2022. Alla fine del training camp riuscì a entrare nei 53 uomini del roster per l’inizio della stagione regolare. Nella sua prima stagione disputò cinque partite, nessuna delle quali come titolare, con un tackle. Nella successiva trovò maggior spazio disputando tutte le 17 gare, di cui 8 come titolare, con 94 placcaggi e 2 fumble forzati.